# Johann Peter von Langer

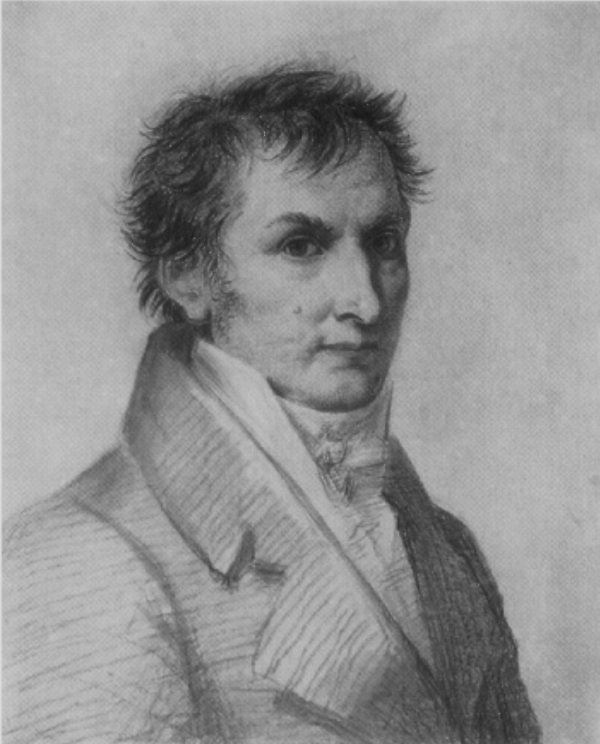
Johann Peter von Langer

 Johann Peter Langer, ab 1808 von Langer (* getauft 1. Juli 1756 in Kalkum, heute zu Düsseldorf; † 6. August 1824 in München), war ein deutscher Maler.

## Leben
Langer war Sohn des aus Schlesien gebürtigen Anton Langer (1721–1788), des Gärtners des Grafen von Hatzfeld auf Schloss Kalkum, und dessen Ehefrau Maria Sibilla, geborene Walter. 1781 heiratete er in Düsseldorf Maria Josepha Kleyen (* 1760; † 14. Januar 1843), Tochter des Düsseldorfer Kupferstechers Johann Joseph Kleyen und dessen Ehefrau Anna Sibilla, geborene Pütz. Unter dem Namen Josephine Langen machte sich Langers Ehefrau als Radiererin einen Namen. Das Paar bekam drei Söhne, unter ihnen 1783 Robert, der ebenfalls Maler werden sollte.
Langer begann seine Studien im Jahr 1775 unter Lambert Krahe an der Kunstakademie Düsseldorf. Dort gewann er 1776 den zweiten Preis der Akademieausstellung und 1778 den ersten Preis, der mit einem Stipendium verbunden war. 1784 wurde er Professor der Akademie, 1789 deren Direktor. 1788 unternahm Langer eine Studienreise nach Holland. Im Herbst 1794 kam die Akademie infolge des Ersten Koalitionskriegs zum Erliegen. Ein neues Wirkungsfeld fand er in dieser Zeit in Duisburg beim Unternehmer Johann Böninger (1756–1810). Mit ihm gründete er das „Mechanographische Institut“, das Blumen- und Figurentapeten produzierte, an deren „Geschmack und Zierlichkeit“ auch Johann Wolfgang von Goethe Gefallen fand. 1798 unternahm Langer mit seinem Sohn Robert und Böninger eine Reise nach Paris, um die Tapeten in einer Ausstellung zu präsentieren. Langer fand dabei Gelegenheit zu künstlerischen Studien in Pariser Museen. Als nach dem Frieden von Lunéville das linksrheinische Hauptabsatzgebiet der Tapeten durch die Zollgrenze des 1801 bis an den Rhein erweiterten Frankreichs abgetrennt war, wurde die Tapetenfabrik nach Paris verlegt. Langer kehrte in dieser Zeit nach Düsseldorf zurück und widmete sich dem Wiederaufbau der Akademie der schönen Künste. Im Jahr 1801 wurde er auch Direktor der Gemäldegalerie Düsseldorf. 1802 konnte er 42 Studenten an der Akademie verzeichnen. Zu seinen Schülern zählten die Porträtisten Heinrich Christoph Kolbe und Pieter Christoffel Wonder. 1806 wurde Langer Direktor der Akademie der Bildenden Künste in München. 1808 wurde er in den bayerischen Personaladel aufgenommen.

## Werke

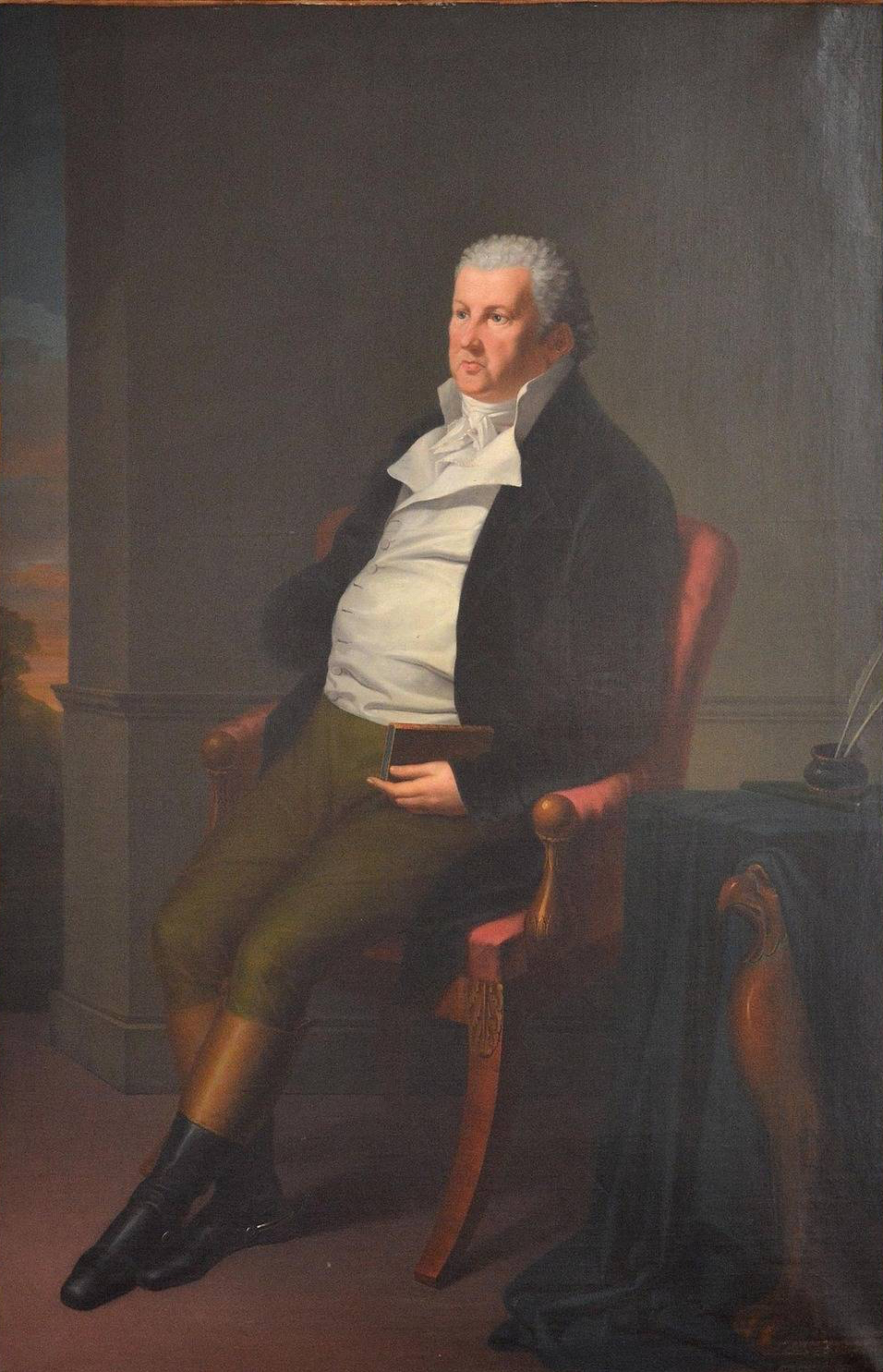
Porträt des Aron Elias Seligmann (1747–1824)

Langer malte hauptsächlich religiöse, aber auch profangeschichtliche Bilder und wurde damit auch zum Lehrer und Vorbild bei der Ausbildung der Regensburger Malerin Barbara Popp. Daneben entstanden zahlreiche Zeichnungen, von denen viele heute in der Staatlichen Graphischen Sammlung München erhalten sind, Porträts sowie geistreich radierte Blätter. Im Kolorit sind Langers Bilder besser als die seiner meisten Zeitgenossen, seine Figuren wohl studiert. Seine Komposition steht unter der Herrschaft eines kalten akademischen Klassizismus, der unter seiner Leitung auch für die Münchener Akademie maßgebend war. Deshalb hat er sich auch gegenüber den jüngeren Talenten wie Peter von Cornelius und Ludwig Schwanthaler ablehnend verhalten.